# Sächsischer Landtag (1946–1952)
Der Sächsische Landtag war das Landesparlament des Landes Sachsen in der SBZ und DDR von 1946 bis zur Auflösung der Länder 1952. Nach der Wende wurde das Land Sachsen wieder errichtet und der Sächsische Landtag neu gewählt.

## Geschichte
Der Sächsische Landtag, der sich nach Ende des Zweiten Weltkrieges konstituierte, trat erstmals am 25. Juni 1946 als Beratende Versammlung des Landes Sachsen zusammen. Die Mitglieder waren noch nicht gewählt, sondern setzten sich nach einem von der Verwaltung vorgegebenen Schlüssel zusammen. Erst nach der Wahl am 20. Oktober 1946 trat in Sachsen erstmals ein gewählter Landtag zusammen. Laut der Verfassung des Landes Sachsen setzte sich der Landtag aus 120 Mitgliedern zusammen, die für die Dauer von drei Jahren in allgemeiner, gleicher und unmittelbarer Wahl gewählt wurden. Es gilt jedoch als sicher, dass die erste Wahl genauso wie die nachfolgende Wahl vom 15. Oktober 1950 manipuliert war. In der Zwischenzeit hatte das Parlament 1949 sein Mandat selbstständig um ein Jahr verlängert. Bis zur Auflösung des Parlamentes 1952 war Otto Buchwitz Präsident des Landtags. Erst nach dem Beitritt des Landes Sachsen zur Bundesrepublik wurde der Landtag neu konstituiert und gab dem Freistaat Sachsen am 26. Mai 1992 eine neue Verfassung.

## Erste Wahlperiode
Nach der Wahl am 20. Oktober 1946 trat erstmals der Sächsische Landtag zusammen. Die Mitglieder des Parlamentes finden sich unter Liste der Mitglieder des Sächsischen Landtags (1946–1952, 1. Wahlperiode).

## Zweite Wahlperiode
Obwohl nach der Verfassung die Wahl hätte 1949 stattfinden müssen, wurde der zweite Landtag erst am 15. Oktober 1950 neu gewählt, da das Parlament sein Mandat eigenmächtig um ein Jahr verlängert hatte. Die Mitglieder des Parlamentes finden sich unter Liste der Mitglieder des Sächsischen Landtags (1946–1952, 2. Wahlperiode).

## Tagungsort
Da das Sächsische Ständehaus – Parlamentsgebäude des Sächsischen Landtages bis nach der Machtergreifung der Nationalsozialisten 1933 – aufgrund der Luftangriffe auf Dresden während des Zweiten Weltkrieges in Trümmern lag, wich man auf das Soldatenheim, Königsbrücker Straße 84, als Tagungsort aus.